# Chrummhorn
Das Chrummhorn ist eine Erhebung im Ostgrat des Pilatusmassivs an der Grenze zwischen den Schweizer Kantonen Nidwalden und Obwalden. Der Gipfel mit einer Höhe von 1254 m ü. M. bietet Tiefblicke auf Vierwaldstätter- und Alpnachersee sowie eine schöne Aussicht auf die Emmentaler Alpen und Unterwaldner Voralpen.

## Erreichbarkeit
Das Chrummhorn wird vom östlich gelegenen Renggpass oder von der westlich gelegenen Tellenfadlücke bestiegen. Man folgt jeweils dem markierten Wanderweg auf dem Ostgrat des Pilatusmassivs bis südlich unter den Gipfel. Eine Markierung (roter Punkt) weist den steilen Anstieg zum höchsten Punkt, wo ein Gipfelkreuz mit Gipfelbuch den Bergwanderer erwarten.

## Etymologie
Der Richtung Nord und West steil abbrechende, freistehende Bergspitz verdient den Namen «Horn». Weil der Gipfel in westliche Richtung leicht überhängend ist und eine geologische Falte bildet, kam der Zusatz «Chrumm» (alemannisch für krumm) dazu. Dies kann insbesondere beim Anblick von Norden her, der Hergiswilerseite gut nachvollzogen werden.

## Geologie
Das Chrummhorn wird aus einem steil stehenden Stück Unterem Schrattenkalk aufgebaut, welches aus dem Ostschenkel einer nach Westen geneigten Falte herauswitterte. Darum neigt sich der Gipfel auch nach Westen und ist in dieser Richtung leicht überhängend – dort folgen die älteren, leichter zu erodierenden Drusbergschichten.